# Hadsund Butikscenter

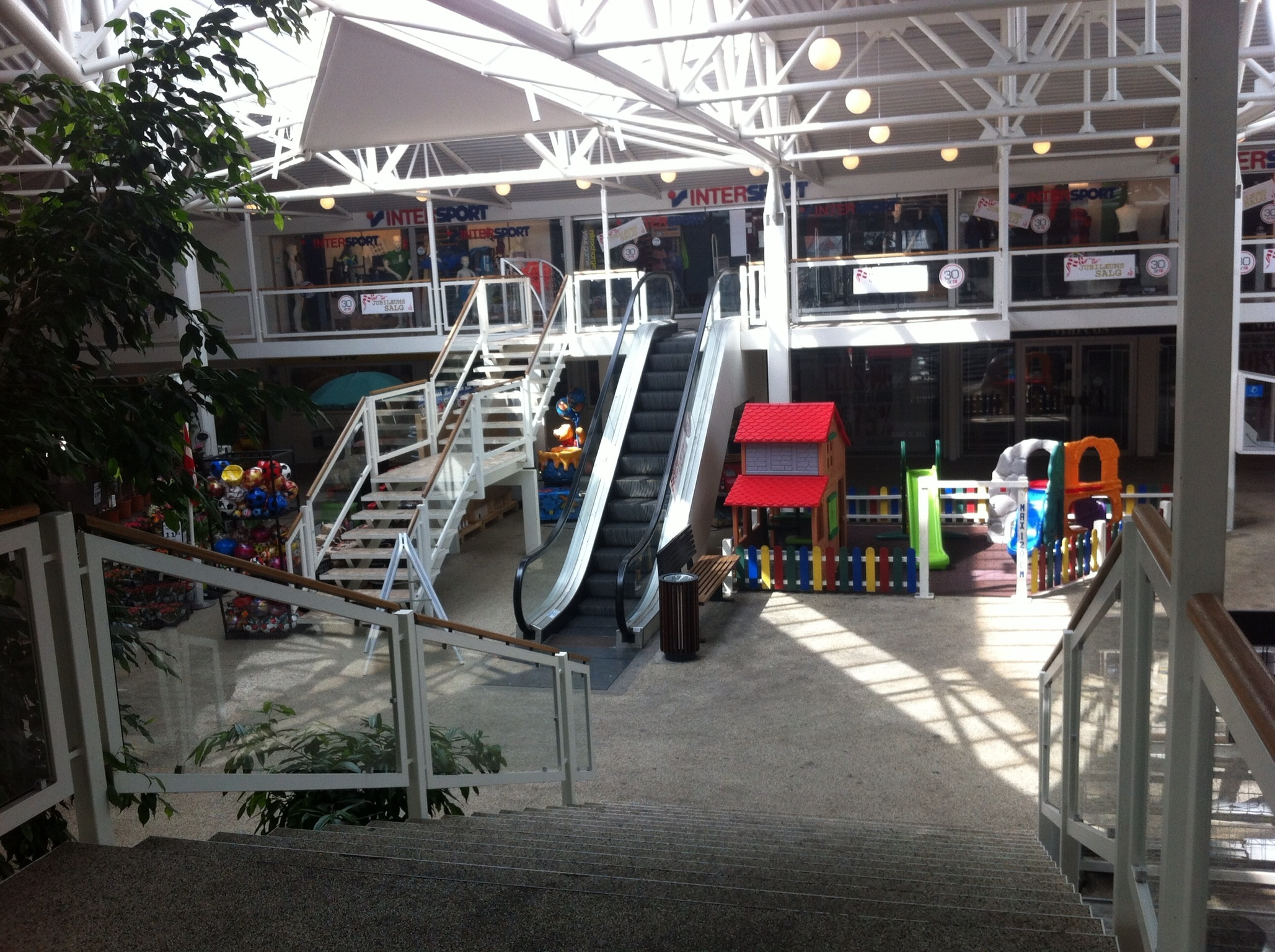
Hadsund Butikscenter

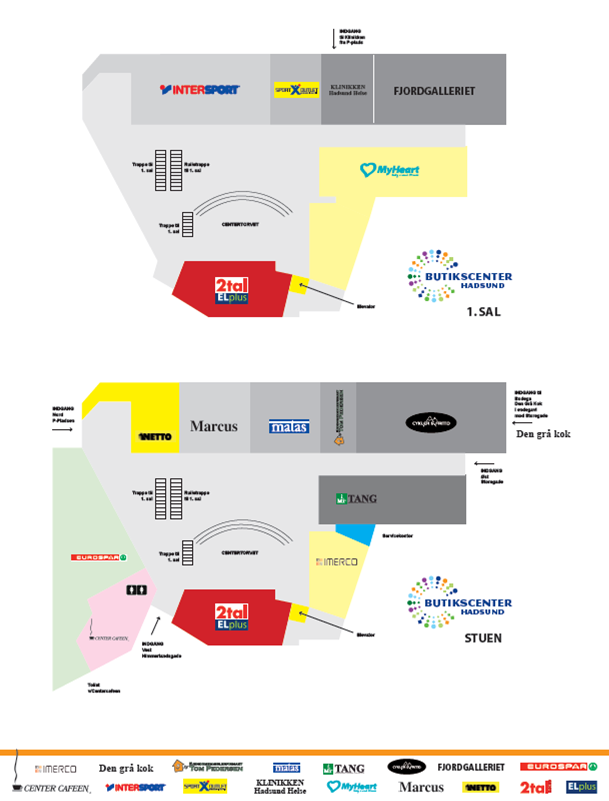
Webbkarta

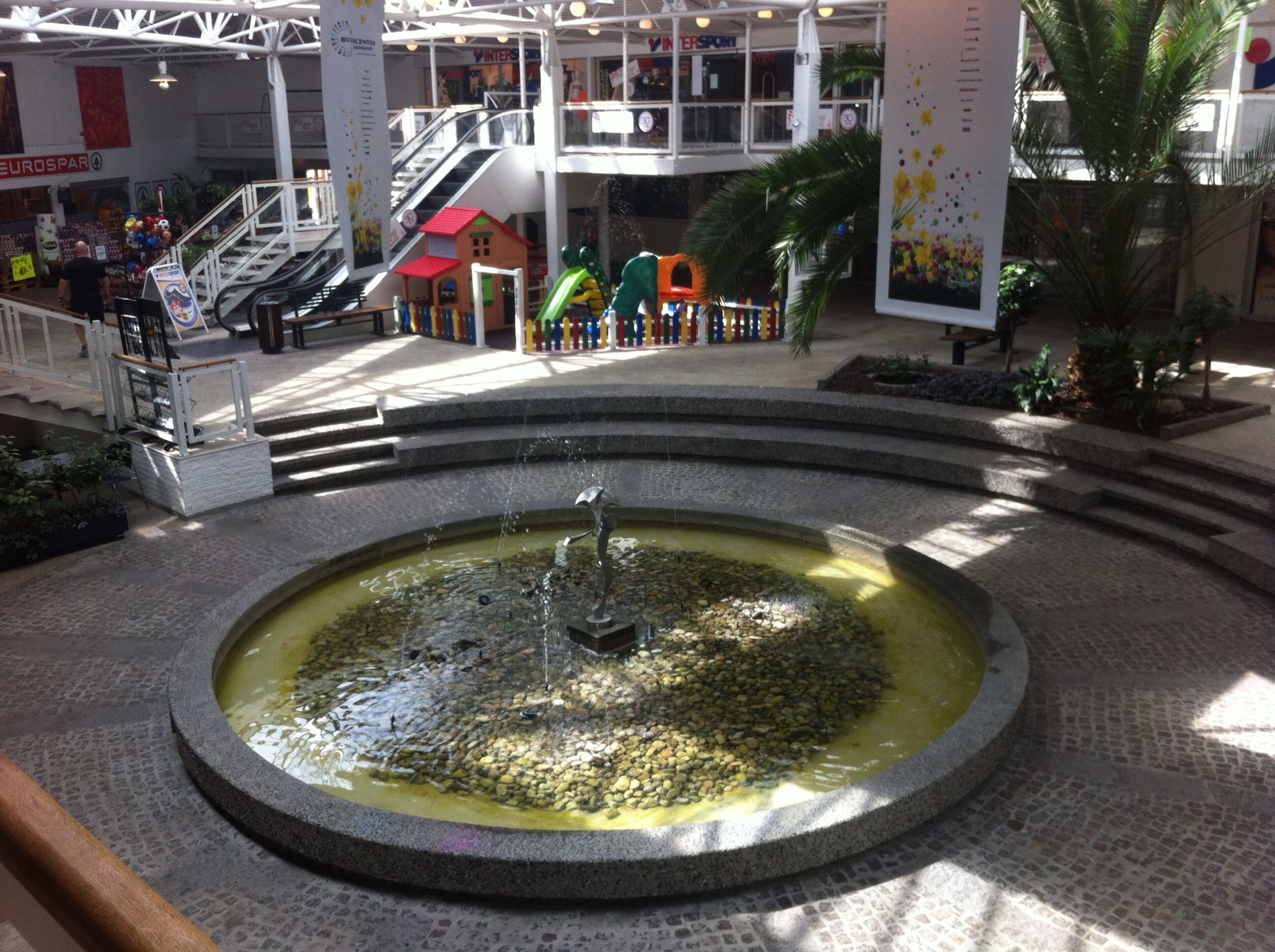
Centertorvet med 250 platser.

Hadsund Butikscenter är ett köpcentrum i Hadsund i Danmark. Det invigdes den 16 augusti 1975. Köpcentrum har 1,1 miljoner årliga besökare.
Köpcentrumet ligger i den norra delen av gagatan Magasinsgatan. Det sträcker sig över två våningsplan med en rulltrappa. I mitten av torget finns en fontän och skulptur som donerades av Hadsund Bank vid invigningen av gallerian.
Köpcentrum öppnades 1975 och var en udedørs centrum i form av en shoppinggata, men sattes i samband med en omfattande renovering 1979, en täckt galleria.
Köpcentret har över 18 butiker.

## Historia
Köpcentret är inrymt i en gammal fabrik för syltproduktion som byggdes 1898 och utvidgades 1916. Den 9 december 1974 flyttade företaget in i industriområdet norr om Hadsund.
Hornbech Jam hade sitt huvudkontor i Hadsund, men hade också ett litet kontor i Köpenhamn. Hornbech Marmelad, fick många utmärkelser för sin sylt även i England och Tyskland. Hornbech Jam produceras idag av Scandic Food.